# Téboulba
Téboulba (arabe : طبلبة) est une ville côtière du Sahel tunisien située à 25 kilomètres au sud de Monastir.
Rattachée administrativement au gouvernorat de Monastir, elle constitue une municipalité de 37 485 habitants en 2014.
Elle est un centre de commercialisation des produits agricoles de sa campagne qui bénéficie d'un grand périmètre irrigué alimenté par l'oued Nebhana. Il existe sur le territoire communal des serres où sont pratiquées une horticulture et une culture de primeurs pour lesquelles la ville occupe le premier rang en Tunisie.
Téboulba abrite un port de pêche important (quatrième rang de Tunisie par le volume débarqué).
L'industrie y est fortement implantée depuis les années 1980 grâce à des capitaux locaux. Les usines et ateliers, principalement liés à l'industrie textile, sont implantés au sud-ouest de la ville le long de la route qui mène à Moknine.
Elle est aussi la ville natale du chanteur de jazz et joueur de oud, Dhafer Youssef.